# Dositeu Magister
Dositeu Magister (en llatí Dositheus Magister, en grec Δωσίθεος) va ser un mestre i escriptor grec. Va rebre el seu renom segurament de la seva ocupació, que era mestre d'escola i gramàtic de nois grecs i romans.
Va viure sota Septimi Sever i sota Caracal·la al començament del segle iii. Per un passatge a la seva obra Ἑρμηνεύματα, on parla del consolat de Maximus i Aprus, se sap que vivia el 207. Va escriure aquesta obra dividia en tres volums, els dos primers tenen molt poc valor, l'autor no s'explica bé i el text està desfigurat. El tercer conté traduccions d'autors llatins al grec i d'autors grecs al llatí, en columnes oposades, i és l'única part de l'obra on es pot veure l'evolució del dret romà. El primer capítol del tercer llibre es titula Divi Hadriani sententiae et epistolae, i recull anècdotes legals d'Hadrià, sense gaire detall. El segon capítol conté vuit faules d'Isop. El tercer, potser el més interessant, inclou observacions sobre la divisió del dret en civil, natural i de gentium, la classificació de les persones en lliures i lliberts i les lleis de manumissió. El capítol quart es conserva fragmentàriament. El cinquè fa menció de diverses narracions sobre la guerra de Troia i el sisè i últim són converses escolars sense gaire interès.